# Ресафа
Ресафа (арап. الرصافة‎‎ [ресафа]), у римско време позната као Сергиополис (који је био синоним) као и краћи Анастасиополис је био град који се налазио у римској провинцији Еуфратенсис у данашњој Сирији. То је археолошко налазиште које се налази југозападно од града Раке и Еуфрата.
Прокопије описује надугачко бедеме и зграде које је тамо подигао цар Јустинијан. Зидине Ресафе, који су још увек добро очуване, имау дужину од преко 1600 метара и око 1000 метара у ширини; округле или квадратне куле подигнуте су на сваких сто метара; Такође постоје остаци цркве са три апсиде.

## Назив
Расафа одговара Акадском називу Расапа и билблијском Резеп (Септуагинт, на античком грчком је Рафес, Ράφες ) где је споменута код пророка Исаије у делу 37:12;
клинасто писмо даје назив Расапа и Расапи што се може ведети код Хербермана Чарлса (1913). Назив "Сергиополис" користи Католичка енциклопедија, Њујорк:Роберт Ампелтон Компани.
Птоломеј је назива Резафа (Ρεσαφα на грчком). У позном Римском царству Табула Пунтигерина назива је Рисапа. У спису Нотиција Дигнитатум, користи се израз Росафа.

## Историја
Град датира још из 9. Века пре нове ере, када су Асирци ту изградили војни логор. Током римског времена, то је била пустињска предстража у виду утврђења које је треало да брани државу од упада персијких Сасанида, и положај којим се протезао царски друм познат као Strata Diocletiana.
Она је цветала захваљујући свом полаожају који се налазио на тргодачком (караванском) путу који је повезивао Алеп, Дура Еуропос а Палмира је биала идеална. Ресафа нијје имала изворску или текућу воду, тако да је зависила од велике цистерне за хватање зимске и пролећне кише.
Ресафа се налазила на подручју где су били вођени римско-персијски ратови, и била је стога добро бран град који је имао масивне зидове које су га окруживали у потпуности. Он је такође имао тврђаву.
У 4. веку, постла је град ходочашћа за хришћане који су долазли и из поштовања према Светом Сергеју, који је био хришћанин и римски војник који је био мучен у Ресафи током Диоклецијанових прогона. Изграђена је црква како би се обележило место његовог гроба, а град је преименован у Сергиополис. И заиста, постао је то, после Јерусалима, "најважнији центар ходочашћа на византијским Оријенту у [овојом] прото-византијском периоду", са посебним занчајем за локалне Арапе, посебно Гасаниде.
У 8. веку, град је постао омиљено боравиште Омејадког калифа Ибн Абд ел Малика (в. 724-743), који је око њега направио неколико палата.

## Црквена историја
Први епископ Севастополиса био је једно краће време Јован Антиохијски, који је на тај положај именован упрко с противљењу митрополита Хиерополиса Бамбике, од кога су до тада зависиле одлуке везане за цркву.Касније је Марианус присуствовао сабору у Антиохији.
Митрополити Сергиополиса су уз себе имали пет епископа наижег ранга што се може запазити у делу Notitia episcopatuum у Антиохији из шестог века.
Она је добила ову титулу (митрополије) од цара Анастасија I на Петом васељенском сабору 553, а Аврам потписан као митрополит.
Захваљујући својој наклоњености Аристусу град је добио назив Анастасиополис, који је и касније задржао све до касног седмог века.
Епископ Кандидус, у време када су персијски Сасаниди опсели град за владе Хозроја I(године 543), откупио је 1200 заробљеника и за две стотине килограма злата, а 1093. године за време митрополита Симееона обновљена је велика базилика (Екос Оријент III из 238. године) ;ово све је доказ да је хришћанство и даље постојало чак и под исламом.